# Князёвка (Нижегородская область)
Князёвка — деревня в Арзамасском районе Нижегородской области. Входит в состав Берёзовского сельсовета.
Деревня располагается на левом берегу реки Тёши.

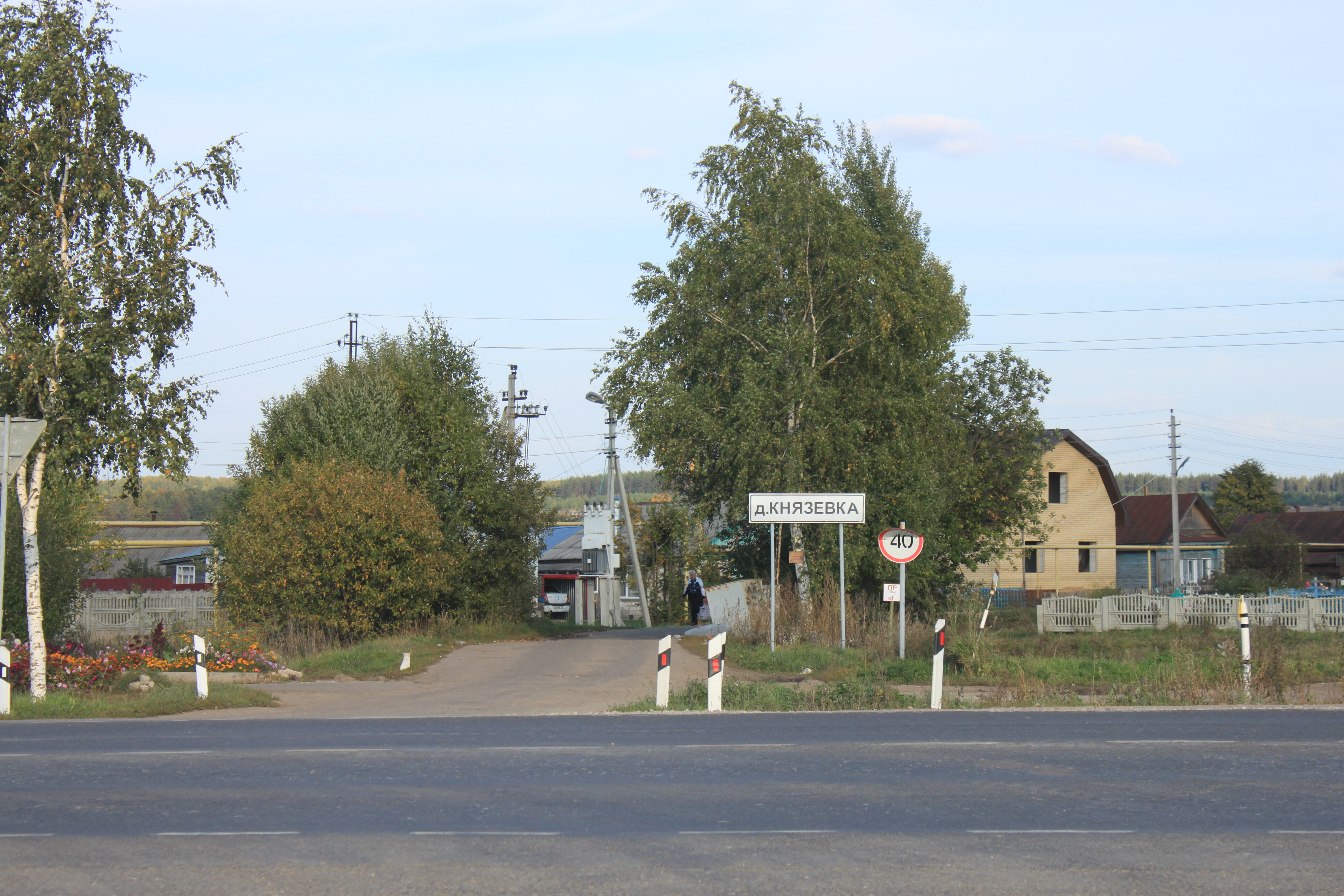
Въезд в деревню с трассы P158

## Известные уроженцы и жители
- Фадин, Александр Михайлович (1924—2011) — советский и российский офицер, в годы Великой Отечественной войны — командир танка Т-34 207-го танкового батальона 22-й гвардейской танковой бригады 5-го гвардейского танкового корпуса, гвардии полковник в отставке. Кандидат военных наук, профессор Академии военных наук, научный сотрудник Военной академии бронетанковых войск имени Р. Я. Малиновского, старший научный сотрудник Общевойсковой академии Вооружённых Сил Российской Федерации.